# Battulgyn Temüülen
Battulgyn Temüülen (mong. Баттулгын Тэмүүлэн; ur. 7 października 1988) – mongolski judoka. Olimpijczyk z Rio de Janeiro 2016, gdzie zajął siedemnaste miejsce w wadze ciężkiej. 
Siódmy na mistrzostwach świata w 2009 i 2017; uczestnik zawodów w 2010, 2011 i 2014, a także trzeci w drużynie w 2015. Startował w Pucharze Świata w latach 2009–2012, 2016, 2018 i 2020. Zdobył cztery medale mistrzostw Azji w latach 2009 - 2016.
Chorąży reprezentacji na igrzyskach w 2016 roku. 

## Letnie Igrzyska Olimpijskie 2016
| Konkurencja | Eliminacje                   | Klas. końcowa |
| Konkurencja | Przeciwnik I                 | Miejsce       |
| ----------- | ---------------------------- | ------------- |
| +100 kg     | Mohammed Amine Tayeb (ALG) P | 17.           |